# Litsea ilocana
Litsea ilocana är en lagerväxtart som beskrevs av Elmer Drew Merrill. Litsea ilocana ingår i släktet Litsea och familjen lagerväxter. Inga underarter finns listade i Catalogue of Life.